# 조너선 브렉
조너선 브렉(Jonathan Breck, 1965년 2월 17일 ~ )은 미국의 배우이다.

## 출연 작품
- 에브리바디 원츠 썸!! (2016)
- 쇼츠 (2009)
- 윌 투 파워 (2008)
- 이블루션 (2008)
- 더 프레지던트 (2008)
- 지퍼스 크리퍼스 2 (2003)
- 풀 써클 (2001)
- 지퍼스 크리퍼스 (2001)
- 스파이더 (2000)